# Актриса (фільм, 1928)
«Актриса» (англ. The Actress) — американська комедійна драма режисера Сідні Франкліна 1928 року.

## Сюжет
Театральна трупа із західної частини Лондона втрачає свою головну актрису, коли вона звільняється, щоб вийти заміж за багатого молодого чоловіка з іншої частини міста.

## У ролях
- Норма Ширер — Rose Трелоні
- Оуен Мур — Том Вренч
- Гвен Лі — Авонія
- Лі Моран — Колпойс
- Рой Д'Арсі — Гедд
- Вірджинія Пірсон — місіс Телфер
- Вільям Гамфрі — містер Телфер
- Еффі Елльслер — місіс Моссоп
- Ральф Форбс — Артур Гауер
- О. П. Геггі — віце-канцлер сер Вільям Гауер
- Андрее Тоурнер — Клара де Фенікс
- Сіріл Чадвік — капітан де Фенікс
- Маргарет Седдон — міс Гауер